# تحالف قوس قزح الوطني - كينيا
تحالف قوس قزح الوطني - كينيا هو حزب سياسي في كينيا. تم تشكيل الحزب بعد هزيمة مشروع الدستور الذي رعته الحكومة. تم تشكيله من قبل أعضاء تحالف قوس قزح الوطني الموالين للحكومة. الحزب، على الرغم من أن عمره أشهر، حصل على 3 مقاعد برلمانية (ناكورو تاون، ساكو ونورث هور) ومقعدان مدنيان في الانتخابات الفرعية في 24 يوليو 2006 والتي تعتبر بمثابة اختبار أساسي للانتخابات العامة المقبلة التي كان من المقرر أن يلعب فيها الحزب الجديد دورًا رئيسيًا في تأمين إعادة انتخاب الرئيس كيباكي.

## الانتخابات الفرعية في 24 يونيو 2006
فاز الحزب بثلاثة من أصل خمسة مناصب في البرلمان. مرشحيه وليام كاريوكي، حسين ساسورا وأوكور ياتاني كاناتشو فازوا الدوائر الانتخابية من ناكورو تاون، ساكو نورث هور.

## قبل انتخابات 2007
كان من المتوقع أن يتلقى الرئيس الحالي مواي كيباكي ترشيح الحزب لولاية أخرى مدتها 5 سنوات. ومع ذلك، كانت الشخصيات المهمة حول كيباكي مترددة في الانضمام. وهكذا قبل بضعة أشهر من انتخابات عام 2007، تم تشكيل ائتلاف جديد باسم حزب الوحدة الوطنية الذي أصبح حزب قوس قزح جزءًا منه. ومع ذلك، قرر الحزب تقديم عدد من المرشحين تحت اسمه، مما ساهم في النتائج السيئة الإجمالية لحزب الوحدة في الانتخابات البرلمانية حيث تنافست الأحزاب المنتسبة إلى الحزب مع بعضها البعض.

## انتخابات 2007
في الانتخابات العامة الكينية 2007، تمكنت الحزب من إدخال ثلاثة مرشحين إلى البرلمان.

## بعد عام 2008
في أواخر عام 2008، اختار حزب الوحدة الوطنية التسجيل كحزب سياسي في حد ذاته، في مواجهة معارضة العديد من أحزاب الائتلاف بما في ذلك حزب قوس قزح. اختار الحزب الاستمرار في تسجيل الأعضاء في انتخاب مارثا كاروا كقائدة للحزب في نوفمبر 2008. حصل الحزب على امتياز كونه أول حزب سياسي يتقدم بطلب للتسجيل بموجب قانون الأحزاب السياسية الجديد الذي تم تمريره كجزء من تنفيذ الدستور الكيني الجديد.

## روابط خارجية
- الموقع الرسمي
- narckeny.or.ke نسخة محفوظة 15 أغسطس 2006 على موقع واي باك مشين.